# Australentulus indicus
Australentulus indicus är en urinsektsart som beskrevs av N. Ramachandra Prabhoo 1972. Australentulus indicus ingår i släktet Australentulus och familjen lönntrevfotingar. Inga underarter finns listade.